# Жункейра Машадо, Дурвал
Дурвал Жункейра Машадо (порт.-браз. Durval Junqueira Machado; 12 июня 1900, Убераба — 12 апреля 1959, Сан-Паулу) — бразильский футболист, нападающий.

## Карьера
Жункейра родился в семье Жуана Баптисты Машадо Жуниора и Каролины Анесии Машадо. Помимо него в семье было ещё 5 детей. Он стал одним из группы молодых футболистов, которые в 1917 году основали клуб «Убераба». Он не участвовал в первой игре команды, став играть только с 1918 года. 30 марта 1919 года Жункейра забил три гола в своём последнем матче за клуб. В 1919 году Жункера перешёл в стан «Фламенго», где дебютировал 13 июля в матче с «Америкой» (2:1). В следующей игре 20 июля нападающий забил первый гол за клуб, поразив ворота «Мангуэйры». В сезоне 1920 года Жункейра забил 15 голов, став лучшим бомбардиром команды, чем помог ей выиграть чемпионат штата Рио-де-Жанейро. В следующем сезоне клуб повторил это достижение, а форвард стал вторым бомбардиром команды позади Ноно. 27 января 1925 года Жункера провел последний матч за «Фламенго», в нём клуб «Америку» из Ресифи со счётом 6:1, а сам игрок забил 4 гола. Всего за клуб нападающий сыграл 101 матч и забил 81 гол, по другим данным — 103 матча и 82 гола. Последней командой в карьере футболиста стала «Паулистано», с которой он поучаствовал в европейском турне команды в 1925 году.
В составе сборной Бразилии Жункейра в 1920 году поехал на чемпионат Южной Америки. 11 сентября на этом турнире в матче с Чили (1:0) он дебютировал в составе национальной команды. Нападающий сыграл на первенстве все три матча, а сборная завоевала бронзовые медали. Два года спустя он поехал на свой второй южноамериканский чемпионат. На этом первенстве форвард сыграл одну встречу, 24 сентября со сборной Парагвая (1:1). Этот матч стал последним для Жункейры за национальную команду. На первенстве 1922 года Бразилия выиграла золотые медали.
После окончания карьеры, Жункейра получил медицинское образование. В 1930-х он переехал в город Орландия, где имел практику в личном офисе на улице Руа 6. Он там в 1936 году женился на Анониете де Мильо Карвалью (25.02.1911), у них родилось трое сыновей — Жилберто, Рейналдо и Луис Эдуардо.

## Международная статистика
| Матчи Жункейры за сборную Бразилии | Матчи Жункейры за сборную Бразилии | Матчи Жункейры за сборную Бразилии | Матчи Жункейры за сборную Бразилии | Матчи Жункейры за сборную Бразилии | Матчи Жункейры за сборную Бразилии | Матчи Жункейры за сборную Бразилии |
| ---------------------------------- | ---------------------------------- | ---------------------------------- | ---------------------------------- | ---------------------------------- | ---------------------------------- | ---------------------------------- |
| №                                  | Дата                               | Место проведения                   | Оппонент                           | Счёт                               | Голы                               | Турнир                             |
| 1                                  | 11 сентября 1920                   | Винья-дель-Мар                     | Чили                               | 1:0                                | —                                  | Чемпионат Южной Америки            |
| 2                                  | 18 сентября 1920                   | Винья-дель-Мар                     | Уругвай                            | 0:6                                | —                                  | Чемпионат Южной Америки            |
| 3                                  | 25 сентября 1920                   | Винья-дель-Мар                     | Аргентина                          | 0:2                                | —                                  | Чемпионат Южной Америки            |
| 4                                  | 24 сентября 1922                   | Рио-де-Жанейро                     | Парагвай                           | 1:1                                | —                                  | Чемпионат Южной Америки            |

## Достижения
- Чемпион штата Рио-де-Жанейро: 1920, 1921
- Чемпион Южной Америки: 1922

## Статистика
- Профиль на СамбаФут Архивная копия от 19 октября 2020 на Wayback Machine